# .jo
.jo je vrhovna internetska domena (country code top-level domain - ccTLD) za Jordan. Domenom upravlja NITC.

## Vanjske poveznice
- IANA .jo whois informacija  Arhivirana inačica izvorne stranice od 21. travnja 2006. (Wayback Machine)